# 81 (عدد)
81 (واحد وثمانون) هو عدد طبيعي يلي العدد 80 ويسبق العدد 82.